# Such Pretty Forks in the Road
Such Pretty Forks in the Road es el noveno álbum de estudio de la cantante y compositora canadiense-estadounidense Alanis Morissette. Se lanzó el 31 de julio de 2020 a través de Epiphany Music yThirty Tigers. Es el primer álbum de estudio de Morissette en ocho años, después de Havoc and Bright Lights de 2012. El álbum fue promocionado por los sencillos «Reasons I Drink» y «Smiling», esta última es una nueva canción escrita para el musical Jagged Little Pill.

## Antecedentes y lanzamiento
Morissette había estado trabajando en el álbum desde al menos mediados de 2017. En agosto de 2017, en el podcast de Anna Faris Unqualified, Morissette reveló el nombre de una nueva canción llamada «Reckoning». Ella describió esta canción como «caída del patriarcado», y dijo que era en referencia a su día en la corte con respecto al juicio en el que otros fueron acusados de malversación de fondos. A principios de octubre de 2017, en su propio podcast, detalló una nueva canción llamada  «Diagnosis», en la que describe la depresión posparto y cómo se sintió. Más tarde ese mes en el concierto tributo a Linkin Park en honor a Chester Bennington, Morissette fue invitada como invitada a interpretar «Castle of Glass» y una nueva canción suya llamada «Rest».
En marzo de 2018, hizo una vista previa de otra nueva canción del álbum llamada «Ablaze», dedicada a sus hijos. En agosto de 2018, Laura Whitmore de la BBC Radio 5 Live, señaló que el nuevo álbum sería un 'registro de piano', y que «Rest» sería el corte final.
En agosto de 2019, reveló que estaba trabajando con Alex Hope y Catherine Marks en su disco sin título. Meses después confirmó oficialmente el álbum en diciembre de 2019, a su vez estrenó «Reasons I Drink» y la canción «Smiling» durante una presentación en el Teatro Apollo de la ciudad de Nueva York el 2 de diciembre, el último de los cuales fue descrito como "sanguíneo" por Suzy Exposito de Rolling Stone.
El 16 de abril de 2020, Morissette anunció que el álbum sería pospuesto para una fecha posterior debido a la pandemia de COVID-19. Los minoristas digitales muestran una fecha de lanzamiento para el 18 de septiembre de 2020, aunque no está confirmado si es oficial o no. También confirmó que el tercer sencillo del álbum sería «Diagnosis», que se lanzó el 24 de abril de 2020.

## Promoción
Morissette se embarcará en una gira mundial por el 25 aniversario de su álbum de 1995 Jagged Little Pill en junio de 2020, durante el cual interpretará canciones de toda su carrera, incluidas canciones de Such Pretty Forks in the Road.

## Lista de canciones
| Such Pretty Forks in the Road track listing |                       |                                     |                 |          |  |
| N.º                                         | Título                | Escritor(es)                        | Productor(s)    | Duración |  |
| 1.                                          | «Smiling»             | Alanis Morissette y Michael Farrell | Alex Hope       | 4:17     |  |
| 2.                                          | «Ablaze»              | Morissette y Farrell                | Hope            | 3:57     |  |
| 3.                                          | «Reasons I Drink»     | Morissette y Farrell                | Hope            | 3:36     |  |
| 4.                                          | «Diagnosis»           | Morissette y Farrell                | Hope            | 4:49     |  |
| 5.                                          | «Missing the Miracle» | Morissette y Farrell                | Catherine Marks | 3:33     |  |
| 6.                                          | «Losing the Plot»     | Morissette y Farrell                | Hope            | 3:57     |  |
| 7.                                          | «Reckoning»           | Morissette y Farrell                | Marks           | 3:30     |  |
| 8.                                          | «Sandbox Love»        | Morissette y Farrell                | Marks           | 4:12     |  |
| 9.                                          | «Her»                 | Morissette y Farrell                | Marks           | 4:10     |  |
| 10.                                         | «Nemesis»             | Morissette y Farrell                | Marks           | 5:56     |  |
| 11.                                         | «Pedestal»            | Morissette y Farrell                | Marks           | 4:08     |  |

## Posicionamiento en listas
| Listas (2020)                           | Mejor posición |
| --------------------------------------- | -------------- |
| Alemania (Media Control Charts)         | 4              |
| Australia (ARIA)                        | 10             |
| Austria (Ö3 Austria Top 40)             | 4              |
| Bélgica (Ultratop) Flanders             | 34             |
| Bélgica (Ultratop) Wallonia             | 3              |
| Canadá Albums (Billboard)               | 14             |
| Escocia (OCC)                           | 6              |
| España (PROMUSICAE)                     | 33             |
| Estados Unidos (Billboard 200)          | 16             |
| Estados Unidos (Top Alternative Albums) | 3              |
| Estados Unidos (Independent Albums)     | 2              |
| Estados Unidos (Top Rock Albums)        | 1              |
| Francia (SNEP)                          | 45             |
| Irlanda (IRMA)                          | 15             |
| Italia (FIMI)                           | 16             |
| Nueva Zelanda (RMNZ)                    | 40             |
| Países Bajos (Álbum Top 100)            | 13             |
| Portugal (AFP)                          | 7              |
| Reino Unido (OCC)                       | 8              |
| Suiza (Schweizer Hitparade)             | 2              |